# Algol (zvijezda)
Algol (β Per / β Persei) ime je dvojne zvijezde Beta Persei, promjenjivog sjaja u zviježđu Perzeja. Promjena sjaja odvija se pravilno u razmaku od 68 h 49 m, između sjaja zvijezde druge veličine na sjajnost zvijezde šeste veličine. Budući da zvijezda mijenja sjaj, ponekad se čini da "namiguje". Povijesno, zvijezda je dobila snažnu povezanost s krvavim nasiljem u raznim kulturama.